# 얼레지
얼레지는 백합과의 여러해살이풀로 학명은 Erythronium japonicum이다. 가재무릇이라고도 한다.

## 분포
한국·일본 등지에 분포하고, 높은 지대의 비옥한 땅에서 자라지만 산골짜기에서 자라는 것도 있다.

## 특징
비늘줄기는 피침형으로 땅속 깊이 들어 있고 위에서 2개의 잎이 나와서 수평으로 퍼진다. 잎은 난형 또는 타원형으로 녹색 바탕에 자주색 무늬가 있고 가장자리가 밋밋하다. 꽃줄기는 잎 사이에서 나와 끝에 1개의 꽃이 밑을 향하여 달린다. 꽃잎은 피침형이고 6개이며 뒤로 말리고 자주색이지만 밑부분에 W형의 무늬가 있다. 6개의 수술과 1개의 암술이 있다. 삭과는 넓은 타원형 또는 구형이며 3개의 능선이 있다. 잎을 나물로 하고 비늘줄기를 약용한다. 꽃에 얼룩덜룩한 무늬가 있어서 붙여진 이름이다.

## 이용
강원도에서는 잎을 나물로 먹는다. 국을 끓이며 미역맛이 나 미역취라고 부르기도 한다. 잎은 날것을 먹어도 오이 씹는 맛이 난다고 하지만, 날로 먹으면 설사를 하므로 익혀서 먹어야 한다. 비늘줄기에 질 좋은 전분이 들어 있어, 지사제나 건위제 등의 약재로 쓰인다.

## 재배 및 관리
배수가 잘 되는 낙엽수 아래 부엽토가 두껍게 깔리고 습기가 있는 반그늘에 심는다. 여름에 강한 빛과 더위를 싫어하므로 통풍이 잘 되는 곳에서 기른다.

## 생육기간
봄에 싹이 올라와 꽃을 피우고 씨앗을 맺고 6월 안에 꽃과 잎이 모두 지고 사라진다.

## 갤러리

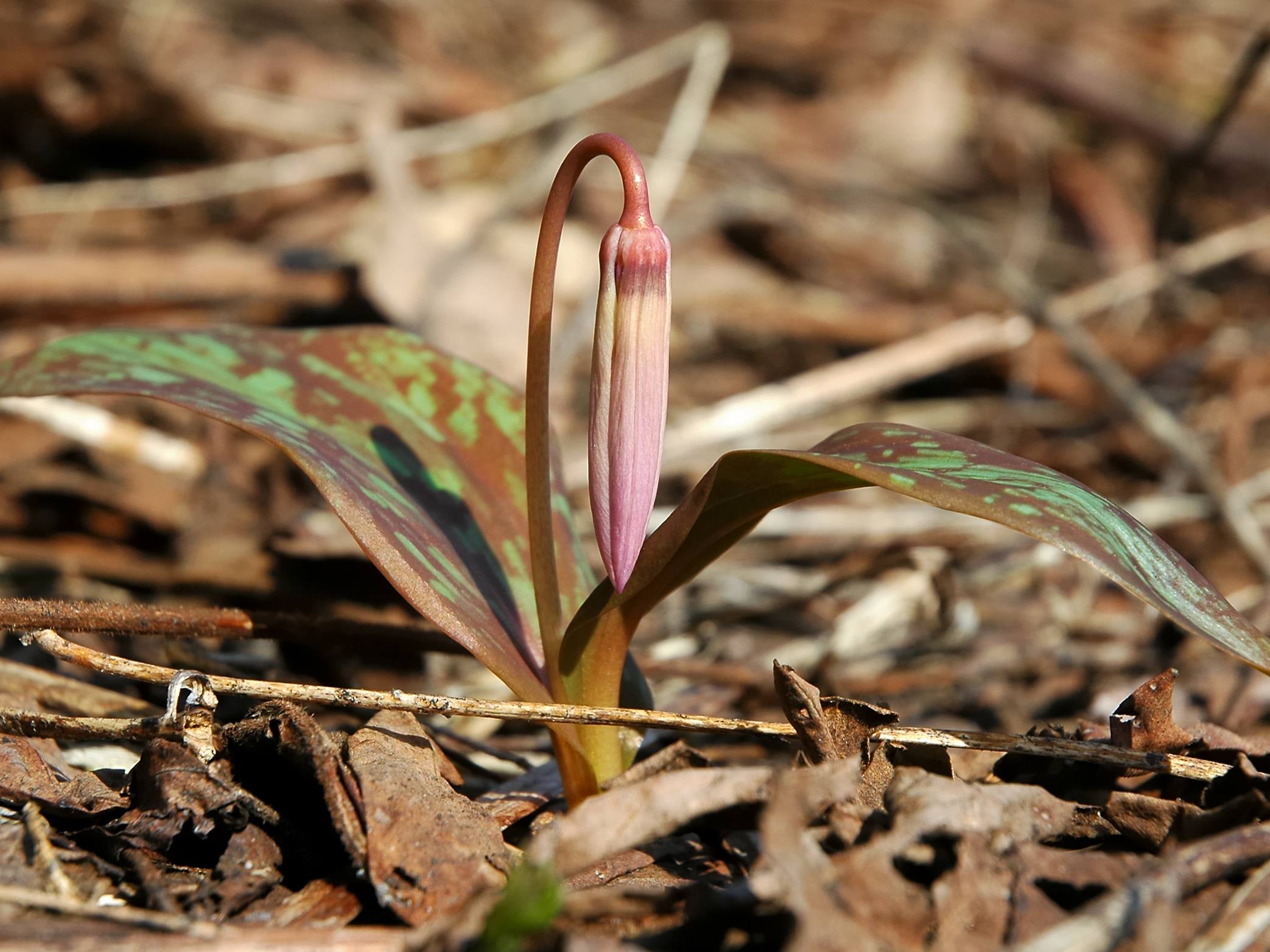
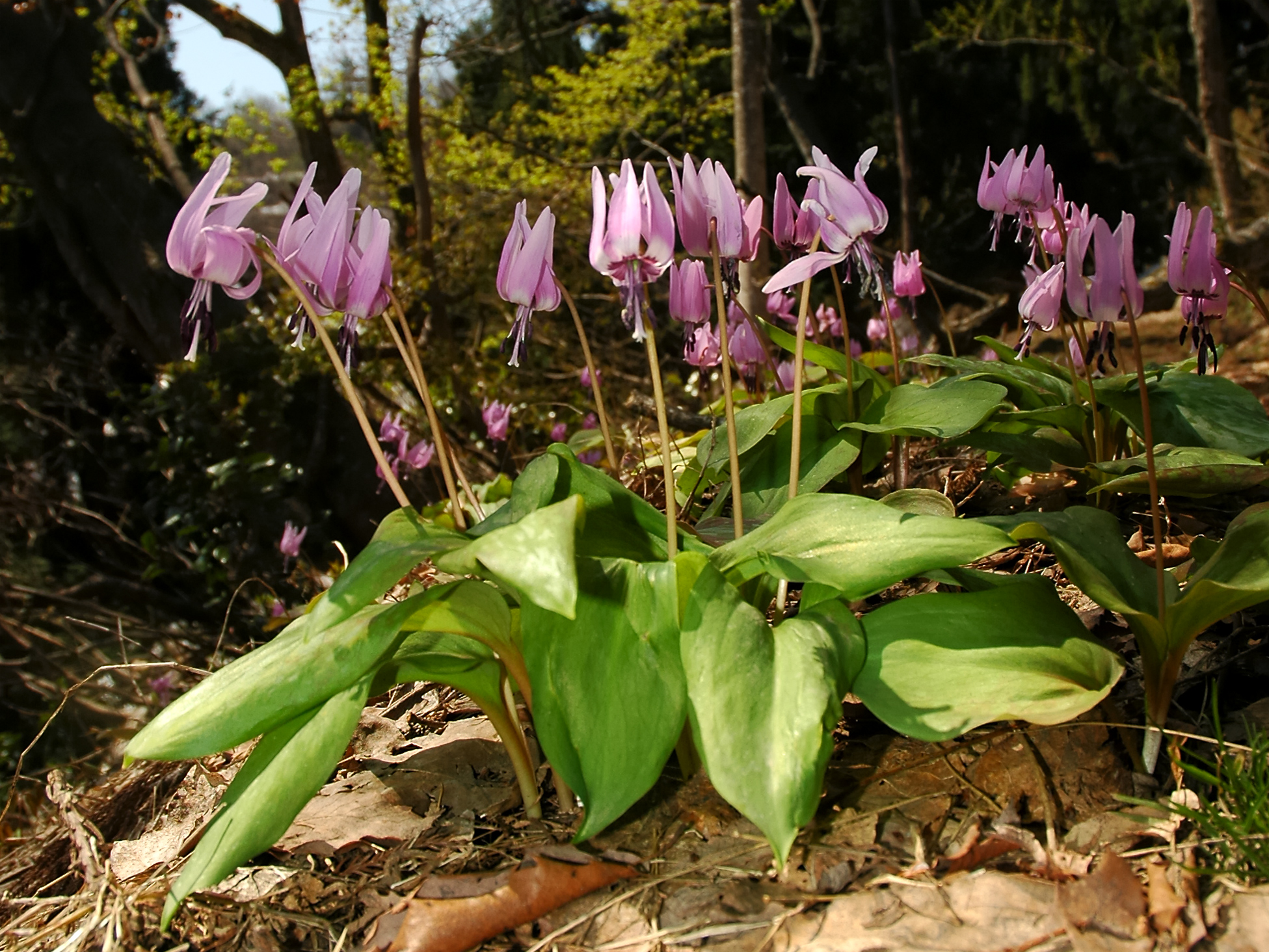
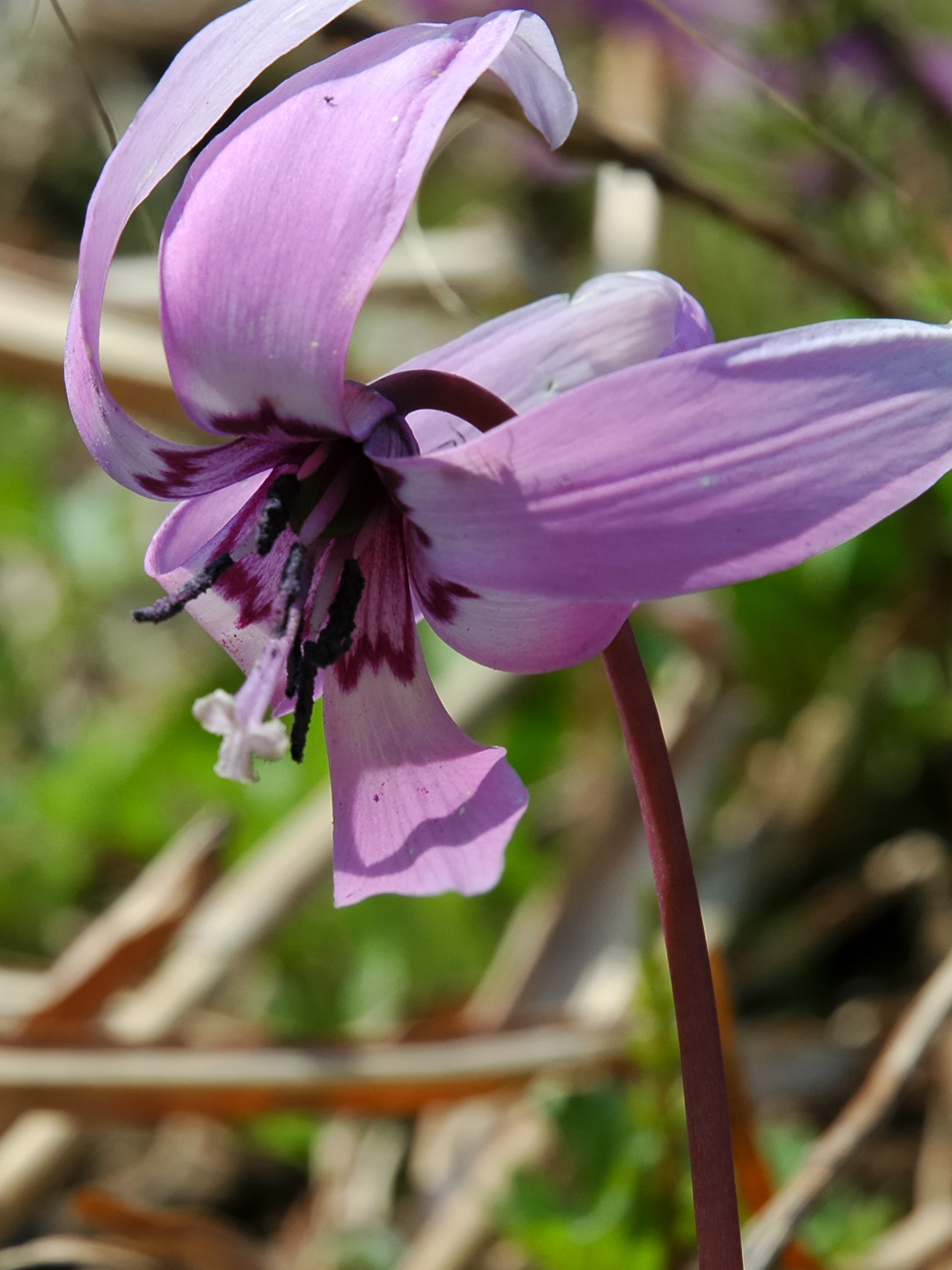